# 1572 Posnania
1572 Posnania eller 1949 SC är en asteroid i huvudbältet, som upptäcktes 22 september 1949 av de båda polska astronomerna Andrzej Kwiek och Jerzy Dobrzycki i Poznań. Asteroiden har fått sitt namn efter den polska staden Poznań, från vilken den upptäcktes.
Asteroiden har en diameter på ungefär 31 kilometer.